# Ajhuwa
Ajhuwa es un pueblo y nagar Panchayat situado en el distrito de Kaushambi en el estado de Uttar Pradesh (India). Su población es de 16936 habitantes (2011). 

## Demografía
Según el censo de 2011 la población de Ajhuwa era de 16936 habitantes, de los cuales 8925 eran hombres y 8011 eran mujeres. Ajhuwa tiene una tasa media de alfabetización del 63,91%, inferior a la media estatal del 67,68%: la alfabetización masculina es del 73,17%, y la alfabetización femenina del 53,42%.